# Hiperbolicidade parcial
Em matemática, e especificamente na teoria dos sistemas dinâmicos, hiperbolicidade parcial é uma generalização do conceito de hiperbolicidade. Um difeomorfismo é dito parcialmente hiperbólico caso exista uma decomposição invariante do seu espaço tangente que satisfaz algumas propriedades de dominação. Além disto, a hiperbolicidade parcial é uma propriedade robusta, isto é, o conjunto de todos os difeomorfismos parcialmente hiperbólicos sobre uma variedade compacta M formam um subconjunto aberto do espaço dos difeomorfismos suaves sobre M.

## Definição
Sejam {\displaystyle M} uma variedade suave e compacta e {\displaystyle f:M\rightarrow M} um difeomorfismo de classe {\displaystyle C^{r}}, com {\displaystyle r\geq 1}. f é chamada de função parcialmente hiperbólica caso para todo ponto {\displaystyle x\in M} existam distribuições E e F satisfazendo {\displaystyle T_{x}M=E(x)\oplus F(x)}, e
- dxf(E(x))=E(f(x)), e dxf(F(x))=F(f(x)) (invariância de E e F).

Além disto, existem constantes {\displaystyle 0<\lambda <\mu } e {\displaystyle C>0} tais que, para todo n{\displaystyle \in \mathbb {N} } e {\displaystyle x\in M};
- {\displaystyle \|d_{x}f(v)\|\leq C\lambda ^{n}\|v\|}, se {\displaystyle v\in E(x)}, e
- {\displaystyle \|d_{x}f(v)\|\geq C^{-1}\mu ^{n}\|v\|}, se {\displaystyle v\in F(x)}.

## Propriedades
- Caso {\displaystyle \lambda <1}, o subespaço E(x) é chamado de espaço estável, e é denotado por {\displaystyle E^{s}(x)}. Além disto, a distribuição {\displaystyle E^{s}} é integrável, e as folhas  resultantes são chamadas de folhas estáveis.
- Caso {\displaystyle \mu >1}, o subespaço F(x) é chamado de espaço instável, e é denotado por {\displaystyle E^{u}(x)}. Além disto, a distribuição {\displaystyle E^{s}} é integrável, e as folhas  resultantes são chamadas de folhas estáveis.
- É possível mostrar, que sobre uma variedade compacta M, os difeomorfismos de classe {\displaystyle C^{r}} parcialmente hiperbólicos formam um subconjunto aberto do conjunto dos difeomorfismos de classe {\displaystyle C^{r}} de M em M, onde {\displaystyle r\geq 1}.
- Brin [1] mostrou que as distribuições E(x) e F são contínuas no sentido de Hölder.

## Questões Importantes
Ao contrário do que ocorre no caso de um difeomorfismo hiperbólico, nem sempre um difeomorfismo parcialmente hiperbólico possui variedades invariantes para suas distribuições, isto é; as variedades integrais de E e F. 
No caso em que E possui codimensão 1, sabe-se que existe uma variedade invariante para E, apesar desta nem sempre ser única.
Existe uma propriedade denominada "acessibilidade" que pode ser definida para um sistema parcialmente hiperbólico, e que no contexto dos difeomorfismos conservativos está relacionada a ergodicidade estável de uma aplicação parcialmente hiperbólica.